# Cythara thapsiae
Cythara thapsiae é uma espécie de gastrópode do gênero Cythara, pertencente à família Mangeliidae.